# Григорій Тимченко
Григо́рій Па́влович Ти́мченко (*бл. 1750, Зіньків, Гадяцький полк, Військо Запорозьке Городове — 21 вересня (2 жовтня) 1793, Москва, Російська імперія) — український лікар-акушер, професор, доктор медицини, головний акушер Москви.

## Життєпис
Син військового товариша Зіньківської сотні Гадяцького полку Гетьманщини Павла Андрійовича Тимченка (1723—після 1790), що походив з козацько-шляхетського роду Тимченків-Заборовських.
Навчався у Києво-Могилянській академії. 6 вересня 1772 вступив до медичної школи при Санкт-Петербурзькому адміралтейському шпиталі. Не вдовольняючись рівнем знань, які давала ця школа, клопотав про звільнення його за кордон для вивчення там медицини. У квітні 1773 отримав дозвіл, того ж року вступив до Медико-хірургічної академії в місті Кіль у німецькому герцогстві Гольштейн.
14 жовтня 1774 вступив до Кільського університету. Мешкаючи в Кілі, допомагав українському священнику російської посольської церкви отцю Венедиктові (Григоровичу). 1779 вступив до Копенгагенського університету. 7 жовтня 1780 захистив у Кілі докторську дисертацію з акушерства «Спостереження медико-акушерські» (Observationes medico-obstetriciae).
11 січня 1781 склав іспит у Медичній колегії в Санкт-Петербурзі (іспит приймав інший український лікар Хома Тихорський). У лютому направлений лікарем у Симбірськ. 1783 переведений дивізійним лікарем до 3-ї дивізії РІА.
У листопаді 1786 призначений професором сповивального мистецтва Московської акушерської школи. Також викладав у Московському генеральному військовому шпиталі та Медико-хірургічному училищі. Займав посаду головного московського міського акушера. Помер у Москві 21 вересня (2 жовтня) 1793. Посаду міського акушера після нього зайняв інший видатний український медик Олександр Шумлянський.